# Winnie the Pooh e gli Efelanti
Winnie the Pooh e gli Efelanti (Pooh's Heffalump Movie) è un film d'animazione del 2005 diretto da Frank Nissen, prodotto da Walt Disney Pictures e DisneyToon Studios e distribuito da Buena Vista International l'11 febbraio 2005.

## Trama
È una tranquilla mattina di primavera nel Bosco dei Cento Acri quando Winnie the Pooh e i suoi amici, mentre stanno ancora tutti dormendo, sentono uno strano rumore sordo e molto forte che li spaventa. Provano a indagare e trovano una serie di impronte grandissime e perfettamente circolari. Gli amici capiscono che le impronte e il suono sono segni della presenza di un Efelante, essere decisamente mostruoso e malvagio, e decidono di organizzare per il giorno successivo una spedizione per cercare di catturarlo; a un deluso Ro viene detto di restare a casa, poiché tutti credono che sia troppo piccolo per prendervi parte.
Ro decide allora di andare da solo alla ricerca dell'Efelante. Dopo essersi addentrato nella zona in cui tali creature vivono, ne trova uno che non è affatto un essere cattivo e mostruoso come si pensava, ma un giocoso giovane quadrupede di nome Eufrasio Bombetta Trombetta Efelante IV, soprannominato Effy. In un primo momento Ro ha paura e lo cattura. Dopo un po', Effy sente la madre che lo chiama perché torni a casa, con un barrito identico al rumore che si era sentito nel bosco il giorno prima. Ro vuole che Effy venga a casa sua con lui per fargli incontrare i suoi amici, e si dirigono verso il Bosco dei Cento Acri. Quando arrivano al recinto che delimita la terra degli Efelanti, Effy improvvisamente si ferma, in quanto i suoi simili non possono oltrepassare il recinto perché sono a loro volta convinti che le creature che abitano nel Bosco dei Cento Acri (gli amici di Ro) siano mostruose e pericolose. Ro lo rassicura e gli spiega che i suoi amici non fanno paura, così insieme entrano nel Bosco dei Cento Acri, che è deserto poiché tutti gli altri sono ancora fuori alla ricerca dell'Efelante. Ro ed Effy iniziano a giocare insieme e diventano presto grandi amici e scoprono che non sono così diversi dopotutto. Mentre giocano, i due amici sentono la madre di Effy che lo chiama ancora. I due si mettono quindi a cercarla, ma senza riuscire a trovarla. Effy cerca di usare la sua proboscide per chiamarla, ma non ci riesce, perché il piccolo efelante ancora non riesce a barrire come si deve. Dopo ore di ricerca, Effy crede che non la troveranno mai e comincia a piangere. Ro, per consolarlo, gli canta una canzone che gli aveva cantato sua mamma in precedenza, così gli viene in mente che Kanga potrebbe aiutarli e vanno a cercarla.
Presto i due trovano Kanga e il resto della banda. Tappo, vedendo Effy, pensa che abbia catturato Ro, quindi la banda tenta di farlo finire nelle trappole che erano state piazzate in precedenza, ma tutte falliscono. Ro corre dietro ad Effy, che è rimasto intrappolato in una gabbia gigante. Effy dice al suo amico che non ha mantenuto la sua promessa, poiché gli aveva detto che i suoi amici non erano pericolosi. Ro prova più volte a rompere la gabbia, ma senza successo, allora si scusa con lui e gli dice che è tutta colpa sua, poi guarda verso la gabbia e nota ben presto che per liberare il suo amico si può sciogliere la corda che tiene insieme la gabbia da sopra. Si arrampica quindi fino alla cima, scioglie la corda e libera Effy. L'efelante è felice che il cangurino l'abbia liberato e così si abbracciano.
Kanga, che stava osservando la scena, capisce che Effy non è un pericolo per Ro e che i due sono amici. Proprio in quel momento però Tappo, Pooh, Tigro e Pimpi arrivano di corsa e, sempre convinti che Effy sia pericoloso, lo catturano. Ro allora difende Effy saltando sulla sua testa e gridando loro di fermarsi, spiegando ai suoi amici che gli Efelanti non sono né cattivi né spaventosi. Mentre Ro spiega questo, Effy inizia a scivolare e fa volare in aria Ro, che atterra in un mucchio di tronchi giganteschi. Tutti cercano di salvarlo, ma senza successo. Effy poi ha un'idea: cerca di usare la sua proboscide per chiamare la madre, così che lei possa salvare Ro. Dopo alcuni tentativi a vuoto, Effy riesce finalmente a barrire bene, e sua madre arriva e salva Ro. La madre di Effy è molto orgogliosa che il figlio sia riuscito a barrire e lo abbraccia. Pooh spiega poi a Tappo che ha capito perché c'era un Efelante nel Bosco dei Cento Acri: stava cercando suo figlio. Tappo, imbarazzato, si scusa con Effy per il suo comportamento e lui lo perdona sorridendo. Mamma Efelante dice a Effy che è il momento di tornare a casa. Effy saluta il suo amico, ma Ro ha un'idea migliore: chiede a sua madre di poter giocare ancora un po'. Il film si conclude quindi con Ro ed Effy che giocano insieme.

## Distribuzione

### Data di uscita
Le date di uscita internazionali nel corso del 2005 sono state:
- 10 febbraio 2005 in Ungheria (Micimackó és a zelefánt)
- 11 febbraio in Danimarca (Peter Plys og hafferlaffen), Islanda, Norvegia (Ole Brumm og Heffalumpen), Svezia (Puhs film om Heffaklumpen) e negli Stati Uniti
- 18 febbraio in Finlandia (Möhköfantti)
- 4 marzo in Lettonia
- 10 marzo in Croazia, Portogallo (Heffalump - O Fime) e Singapore
- 11 marzo in Grecia (To Felantaki kai i megali parea tou Winnie)
- 17 marzo in Russia
- 18 marzo in Irlanda, Italia, Messico, Spagna, Svizzera e Regno Unito
- 23 marzo in Belgio ed Emirati Arabi Uniti
- 24 marzo in Austria (Heffalump - Ein neuer Freund für Winnie Pooh) e Slovenia
- 25 marzo in Brasile (Pooh e o Efalante) e Panama
- 31 marzo in Germania
- 1º aprile in Estonia (Elevantsi film)
- 13 aprile in Francia (Winnie l'ourson et l'éfélant)
- 15 aprile in Turchia (Minik fil heffalump)
- 22 aprile in Bulgaria (Слонбалон)
- 27 aprile nei Paesi Bassi (Poeh's lollifanten film)
- 25 maggio in Egitto
- 23 giugno in Australia
- 29 giugno in Kuwait
- 7 luglio in Argentina (Winnie Pooh y el pequeño efelante)
- 21 settembre in Giappone

## Accoglienza
Il film non ebbe molto successo al box office americano, facendo solo 18.098.433 dollari. Il film andò meglio sui mercati esteri, riuscendo a rendere 34.760.000 dollari a livello mondiale, portando l'incasso totale a 52.858.433 dollari, rendendo il film un successo. Nonostante i numeri tiepidi al box office, le recensioni furono generalmente positive, con una valutazione "Certified Fresh" dell'80% su Rotten Tomatoes.

## Edizioni home video

### VHS
La prima e unica edizione VHS del film uscì in Italia nel luglio 2005. La videocassetta conteneva il film in formato 4:3 pan and scan.

### DVD
La prima edizione DVD uscì l'8 luglio 2005, in contemporanea all'edizione VHS. La seconda uscì il 24 marzo 2010, all'interno della "Collezione Winnie & i suoi amici". La terza uscì il 27 giugno 2012, all'interno della collana "Winnie the Pooh - La Collezione". Le tre edizioni DVD sono tra loro identiche.

## Sequel
Un sequel del film, Il primo Halloween da Efelante, venne pubblicato direct-to-video il 13 settembre 2005. Il Classico Disney Winnie the Pooh - Nuove avventure nel Bosco dei 100 Acri (2011) è invece da considerarsi un reboot del franchise (in esso, infatti, non compare alcun Efelante e nemmeno De Castor).